# Maud Powell

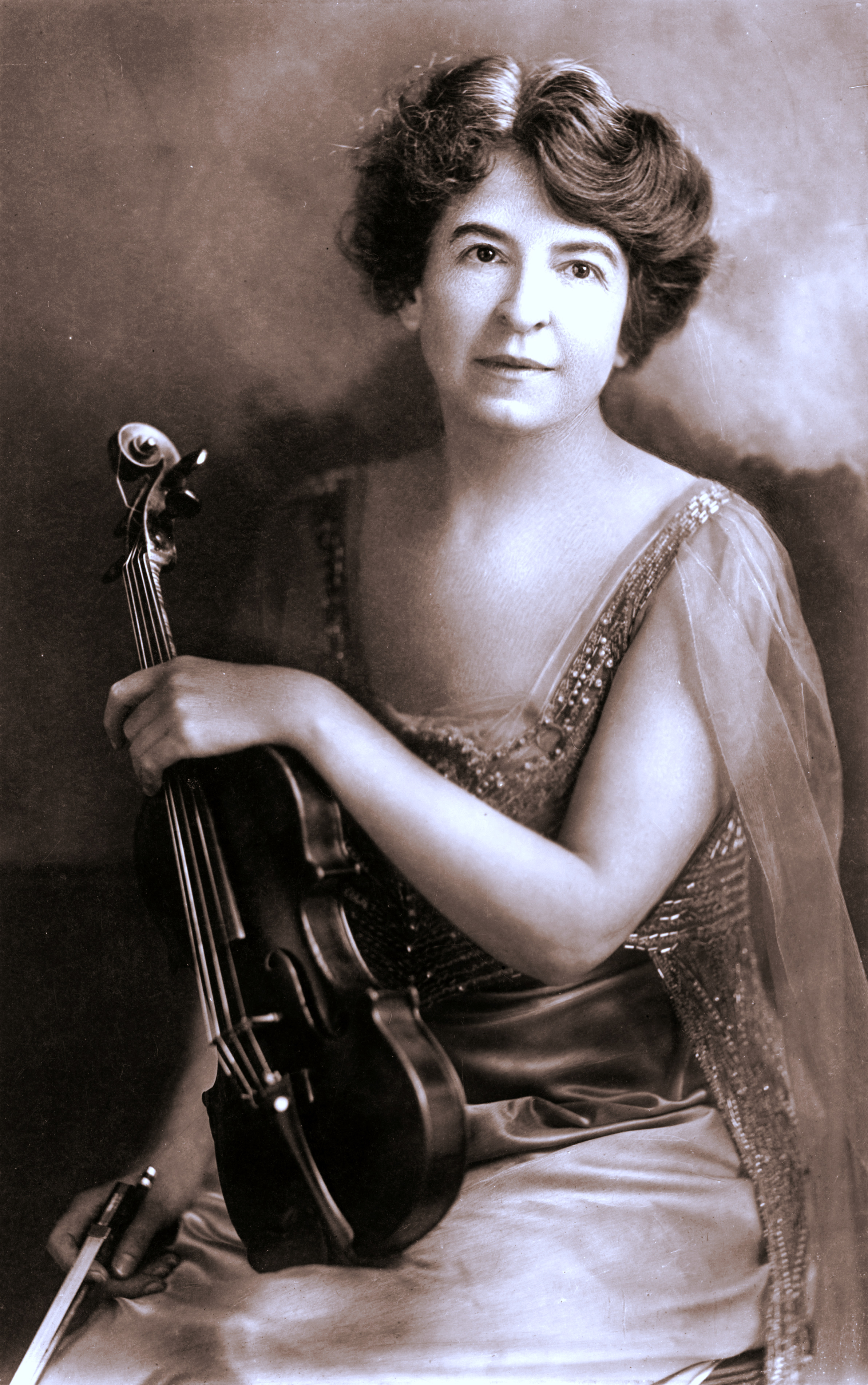
Maud Powell, 1919

Maud Powell (* 22. August 1867 in Peru, Illinois; † 8. Januar 1920 in Uniontown, Pennsylvania) war die erste bedeutende Violinvirtuosin der US-amerikanischen Musikgeschichte.

## Leben und Wirken
Ihr Vater, Bramwell Powell, war Schulaufseher in Aurora, Illinois, und ihre Mutter Minnie war Pianistin und Komponistin. Von ihr erhielt Maud den ersten Klavierunterricht. Ihr Onkel John Wesley Powell, ein Geograph und Ethnologe, organisierte die erste wissenschaftliche Erforschung des Grand Canyon und war Gründer des National Geographic Society.
Powell wuchs in Aurora (Illinois) auf, wo sie im Alter von sieben Jahren ersten Violinunterricht erhielt. Zwei Jahre später begann ihr Unterricht bei William Lewis im 46 Meilen entfernten Chicago, zu dem sie jeden Sonnabend mit dem Zug reiste. Ab 1881 hielt sie sich in Europa auf, wo sie zunächst im Leipziger Konservatorium Schülerin von Henry Schradieck war. Von 1882 bis 1883 studierte sie am Conservatoire de Paris bei Charles Dancla und nach einer Konzertreise durch England 1884/85 bei Joseph Joachim an der Berliner Musikhochschule. Ihr großes Vorbild war die französische Violinistin Camilla Urso.
1885 debütierte sie in den USA mit Max Bruchs Violinkonzert g-Moll mit dem New York Philharmonic Orchestra unter Theodore Thomas. In den Folgejahren gab sie Konzerte in den USA, vor allem auch im kulturell noch wenig erschlossenen Westen. Sie spielte die USA-Uraufführungen vieler bedeutender Werke der musikalischen Weltliteratur, so des Violinkonzertes von Tschaikowski (1889) mit dem New York Symphony Orchestra unter Walter Damrosch, des Violinkonzertes a-Moll op. 53 von Dvořák (1893) und des Violinkonzertes d-Moll op. 47 von Sibelius (1906 mit dem New York Philharmonic unter Wassili Iljitsch Safonow). Daneben spielte sie Werke amerikanischer Komponisten wie Marion Bauer, Victor Herbert, Cecil Burleigh, Edwin Grasse, John Alden Carpenter, Henry Holden Huss, Harry Rowe Shelley, Arthur Foote, Charles Wakefield Cadman und Grace White.
1893 führte sie die Romance for violin and piano mit Amy Beach auf, die diese komponiert und ihr gewidmet hatte. 1894 bis 1895 trat sie mit dem Maud Powell String Quartet auf und war damit die erste Frau, die ein aus Männern bestehendes Streichquartett leitete.
Von 1898 bis 1905 unternahm sie Konzertreisen durch Großbritannien und Kontinentaleuropa. Sie trat hier auch mehrfach mit John Philip Sousa und seiner Band auf. 1904 war sie die erste Instrumentalistin, die für Victor’s Celebrity Artist Series Schallplattenaufnahmen einspielte. Ihre Aufnahme von František Drdlas Souvenir (1907) wurde ein Weltbestseller.
Von 1907 bis 1919 unternahm sie jährlich Konzertreisen durch die USA, 1908 und 1909 auch mit einem eigenen Klaviertrio. 1909 spielte sie Beethovens Violinkonzert mit dem New York Philharmonic unter Gustav Mahler, 1912 die Uraufführung des ihr gewidmeten Violinkonzertes von Samuel Coleridge-Taylor. 1914 führte sie Sibelius’ Violinkonzert beim Norfolk Festival unter Leitung des Komponisten auf. Während des Ersten Weltkrieges trat sie auch vor Soldaten in amerikanischen und kanadischen Militärlagern auf.
Nachdem sie bereits 1919 während eines Konzertes auf der Bühne zusammengebrochen war, erlag sie am 8. Januar 1920 während der Vorbereitung zu einem Konzert einem Herzinfarkt.
1986 wurde die Maud Powell Society for Music and Education (Maud Powell Foundation) gegründet, die sich der Förderung von jungen Menschen und Frauen in der Musik widmet. Sie gibt die Zeitschrift The Maud Powell Signature heraus und organisiert in Illinois das Maud Powell Music Festival.